# ثعبان أملس كاذب
ثعبان أملس كاذب (الاسم العلمي: Macroprotodon cucullatus) المعروفة أيضا بالأسماء المتداولة لها؛ ثعبان أسود الرأس، ثعبان الرأس الأسود، ثعبان بسباس أسود الرأس، هو نوع من أنواع الثعابين التي تنتمي لفصيلة أحناش. يعتبر هذا النوع من الثعابين ساما، ولكن ليس بدرجة كبيرة. يعيش هذا النوع حول مناطق حوض البحر الأبيض المتوسط.

## التوزيع الجغرافي
يتواجد ثعبان الرأس الأسود في الجزائر، ومصر، وفلسطين، وإيطاليا، وليبيا، والمغرب، والبرتغال، وإسبانيا، وتونس.

## الوصف
حجم ثعبان الرأس الأسود (الاسم العلمي: Macroprotodon cucullatus) هو صغير؛ حيث لا يتجاوز طوله الكلي (يشمل ذلك الذيل) بشكل عام عن حوالي ما يقارب 55 سنتيمتر (22 بوصة). كما يشير اسمه، - أفعى ملساء كاذبة -، تكون الحراشف الظهرية لهذه الثعابين ملساء، وتكون مرتبة في صفوف عددها ما بين حوالي 19-23 صفا. الجزء العلوي أو الظهري من جسد هذه الثعابين يكون لونه رمادي أو بني أسمر باهت وشاحب، ويتواجد أيضا على ظهره بقع صغيرة لونها بني، أو خطوط من الممكن أن يكون لونها داكن أو باهت. لون الجزء السفلي عند جسم هذه الثعابين وعند منطقة البطن هو لون يتباين ما بين اللون الأصفر واللون الأحمر المرجاني، حيث من الممكن أن تكون هذه الثعابين مرقطة باللون الأسود في هذه المنطقة، تتجمع البقع في بعض الأحيان ويكون شكلها متكدس على بعضها البعض ومتواصل عند الخط الوسطي للبطن. لديها شكل طوق لونه أسود والذي قد يمتد إلى الجزء العلوي من رأسها. عادة ما يكون هناك خط لونه داكن ويمتد من فتحة الأنف إلى زاوية الفم، حيث يمر من عند تحت العين أو من خلالها. عيون هذه الثعابين تكون صغيرة الحجم إلى حد ما، وشكل بؤبؤ العين هو بيضاوي؛ عند مراقبته وهو يتقلص في ضوء ساطع. يكون شكل مقدمة الرأس والأنف مسطح، حرشفة نقطة الرأس الأمامية تكون واسعة ومنخفض، بالكاد تكون مرئية من الأعلى. تمتد حرشفة الشفة العلوية السادسة إلى الأعلى لتلتقي مع الحراشف الجدارية. بشكل عام؛ تمتلك هذه الثعابين حرشفة صدغية أمامية واحدة.

## الموائل
الموائل الطبيعية لـثعابين الرأس الأسود (الاسم العلمي: M. cucullatus) هي غابات المناخ المعتدل، ومناطق أراضي الأشجار القمئية التي تكون معتدلة المناخ، وأيضا؛ مناطق أراضي الأشجار القمئية الجافة؛ الاستوائية أو شبه الاستوائية، كما تعيش هذه الثعابين بين النباتات الشجرية من النوعية التي تنبت في مناخ البحر الأبيض المتوسط، وتتواجد أيضا عند ينابيع المياه العذبة والمناطق الصخرية، والشواطئ والسواحل الرملية، والأراضي الصالحة للزراعة، والمراعي، وفي مساحات المزارع الواسعة، والحدائق الريفية، والمناطق الحضرية (المدنية) .

## السلوك
الثعبان أسود الرأس هو كائن حي ليلي في بعض الأجزاء من نطاق تواجده، ولكنه مخلوق نهاري بشكل أساسي في مناطق جزر البليار.

## الحمية الغذائية
تقوم ثعابين الرأس الأسود (الاسم العلمي: M. cucullatus) بافتراس والتغذي على السحالي الصغيرة مثل أنواع أبو بريص والسحالي التي تنتمي لجنس السحالي الحقيقية. كما وتقوم هذه الثعابين أيضا بالتغذي على الثدييات الصغيرة والطيور المتواجدة في الأعشاش.

## التكاثر
من الممكن تضع إناث ثعبان الرأس الأسود (الاسم العلمي: M. cucullatus) مجموعة من البيوض مرة كل سنتين. حيث تقوم الأنثى بوضع 2 - 6 بيضات في بقعة رطبة تحت حجر ما أو أن تضعها بشكل مدفون في التربة أو مخبأة بين نباتات كثيفة الحجم. تفقس البيوض بعد حوالي ما يقارب مدة ثمانية أسابيع؛ ويكون طول الفراخ التي تكون حديثة الولادة (طولها من مقدمة الرأس -الأنف- إلى فتحة الشرج) هو حوالي ما بين 12–16 سنتيمتر (4.7–6.3 بوصة).

## السم
يمتلك ثعبان الرأس الأسود (الاسم العلمي: M. cucullatus) سمًا خفيف التأثير وليس قويا، يتم نفث سمه عند العضة عن طريق سن كبير مخدد موجود في فكه العلوي. على الرغم من أن هذا السم فعال وكفوء على السحالي؛ إلا أن هذا النوع من الثعابين لا يعتبر نوعا خطيرًا بالنسبة لبني البشر، نظرًا لصغر حجم جسمه. 

## حالة الحفظ
أدرج الاتحاد الدولي لحفظ الطبيعة حالة الحفظ المتعلقة بنوع ثعبان أسود الرأس على أن وضعها يعتبر «أقل اهتمام»؛ أي أن هذا النوع من الثعابين غير معرض لتهديد الانقراض. والأسباب من وراء تصنيفه في هذه الحالة؛ تواجد أعداد كبيرة منه والتي تتوزع عبر مساحات شاسعة، كما أن هذا النوع من الثعابين يستطيع تحمل بعض التغييرات التي تطرأ على بيئته وموائله ومناطق معيشته، ومن غير المرجح أن عدد أفراد هذه الثعابين يتناقص بسرعة كافية لتأهيلها كنوع مدرج في فئة المخلوقات التي تعتبر أكثر عرضة للتهديد. 